# I Do (Lost)
I Do este un episod al serialului de televiziune Lost, sezonul 3.